# Municipio Tiquipaya
Das Municipio Tiquipaya ist ein Verwaltungsbezirk im Departamento Cochabamba im südamerikanischen Anden-Staat Bolivien.

## Lage im Nahraum
Das Municipio Tiquipaya ist eines von fünf Municipios der Provinz Quillacollo. Es grenzt im Westen an das Municipio Quillacollo, im Süden an das Municipio Colcapirhua, im Südosten an die Provinz Cercado und im Osten und Norden an die Provinz Chapare. Das Municipio erstreckt sich zwischen 16º30´00” und 17º18´25” südlicher Breite und 65º49´21” und 66º17´59” westlicher Länge.
Der zentrale Ort des Municipios ist Tiquipaya mit 49.237 Einwohnern im südlichen Teil des Municipios. (Volkszählung 2012)

## Geographie
Das Municipio Tiquipaya liegt im Übergangsbereich zwischen der Anden-Gebirgskette der Cordillera Central und dem bolivianischen Tiefland. Das Klima in der Hochebene von Cochabamba ist ein subtropisches Höhenklima, das im Jahresverlauf mehr durch Niederschlagsschwankungen als durch Temperaturunterschiede geprägt ist.
Die mittlere Durchschnittstemperatur der Region liegt bei etwa 18 °C (siehe Klimadiagramm Cochabamba) und schwankt nur unwesentlich zwischen 14 °C im Juni/Juli und 20 °C im Oktober/November. Der Jahresniederschlag beträgt nur rund 450 mm, bei einer ausgeprägten Trockenzeit von Mai bis September mit Monatsniederschlägen unter 10 mm und einer Feuchtezeit von Dezember bis Februar mit 90 bis 120 mm Monatsniederschlag.

## Bevölkerung
Die Einwohnerzahl ist zwischen 1992 und 2024 auf ein Mehrfaches angestiegen:
| Jahr | Einwohner | Quelle       |
| ---- | --------- | ------------ |
| 1992 | 13.371    | Volkszählung |
| 2001 | 37.791    | Volkszählung |
| 2012 | 53.668    | Volkszählung |
| 2024 | 61.600    | Volkszählung |

Die Bevölkerungsdichte des Municipios bei der Volkszählung von 2024 betrug 33 Einwohner/km², der Anteil der städtischen Bevölkerung ist 91,7 Prozent. Die Lebenserwartung der Neugeborenen lag im Jahr 2001 bei 65,6 Jahren.
Der Alphabetisierungsgrad bei den über 19-Jährigen beträgt 89,0 Prozent, und zwar 95,6 Prozent bei Männern und 83,1 Prozent bei Frauen (2001).

## Politik
Ergebnis der Regionalwahlen (concejales del municipio) vom 4. April 2010:
| Wahl- berechtigte |  | Wahl- beteiligung | gültige Stimmen |  | MAS-IPSP | S.I.XT. | MSM    | UN-CP |
| ----------------- |  | ----------------- | --------------- |  | -------- | ------- | ------ | ----- |
| 27.843            |  | 24.159            | 18.843          |  | 9.169    | 6.069   | 2.487  | 1.118 |
|                   |  | 86,8 %            | 78,0 %          |  | 48,7 %   | 32,2 %  | 13,2 % | 5,9 % |

Ergebnis der Regionalwahlen (elecciones de autoridades políticas) vom 7. März 2021:
| Wahl- berechtigte |  | Wahl- beteiligung | gültige Stimmen |  | MAS-IPSP | SÚMATE  | MTS     | UNIDOS.CBBA | C-A    | PAN-BOL |
| ----------------- |  | ----------------- | --------------- |  | -------- | ------- | ------- | ----------- | ------ | ------- |
| 42.829            |  | 37.035            | 34.246          |  | 16.021   | 10.313  | 3.683   | 1.748       | 870    | 706     |
|                   |  | 86,47 %           | 92,47 %         |  | 46,78 %  | 30,11 % | 10,75 % | 5,10 %      | 2,54 % | 2,06 %  |

## Gliederung
Das Municipio ist nicht weiter in Kantone (cantones) untergliedert und besteht nur aus dem Cantón Tiquipaya.

## Ortschaften im Municipio Tiquipaya
- Kanton Tiquipaya
  - Tiquipaya 49.237 Einw. – Chapisirca 562 Einw. – Montecillo Alto 344 Einw. – Titiri La Cumbre 149 Einw. – Montecillo Verde 78 Einw. – Cuatro Esquinas 34 Einw.